# Hyloniscus beieri
Hyloniscus beieri är en kräftdjursart som beskrevs av Hans Strouhal1955. Hyloniscus beieri ingår i släktet Hyloniscus och familjen Trichoniscidae. Inga underarter finns listade i Catalogue of Life.